# Copa Nicasio Vila 1923
La Copa Nicasio Vila 1923 fue la decimoséptima edición del campeonato de primera división de la Liga Rosarina de Fútbol. 
Participaron quince equipos, y el campeón fue Rosario Central, que ganó 27 de los 28 partidos que disputó, excepto un empate 1 a 1 con Newell´s en la fecha 13. Este nuevo galardón le dio el derecho de disputar la Copa Dr. Carlos Ibarguren, ante el campeón de la liga oficial de Buenos Aires, el Club Atlético Boca Juniors.

## Tabla de posiciones final
| Pos | Equipo                  | Pts | PJ | G  | E | P  | GF | GC | Dif |
| --- | ----------------------- | --- | -- | -- | - | -- | -- | -- | --- |
| 1º  | Rosario Central         | 55  | 28 | 27 | 1 | 0  | 93 | 12 | 81  |
| 2º  | Newell's Old Boys       | 42  | 28 | 20 | 2 | 6  | 66 | 13 | 53  |
| 3º  | Nacional                | 37  | 28 | 15 | 7 | 6  | 48 | 29 | 19  |
| 4º  | Tiro Federal            | 36  | 28 | 14 | 8 | 6  | 64 | 24 | 40  |
| 5º  | Central Córdoba         | 36  | 28 | 16 | 4 | 8  | 53 | 33 | 20  |
| 6º  | Belgrano                | 36  | 28 | 16 | 4 | 8  | 49 | 30 | 19  |
| 7º  | Atlantic Sportsmen      | 32  | 28 | 13 | 6 | 9  | 56 | 39 | 17  |
| 8º  | Riberas del Paraná      | 25  | 28 | 9  | 7 | 12 | 34 | 43 | -9  |
| 9º  | Sparta                  | 23  | 28 | 7  | 9 | 12 | 32 | 39 | -7  |
| 10º | Estudiantes             | 21  | 28 | 9  | 3 | 16 | 31 | 54 | -23 |
| 11º | Aprendices Rosarinos    | 19  | 28 | 9  | 1 | 18 | 26 | 54 | -28 |
| 12º | Alberdi New Boys        | 19  | 28 | 7  | 5 | 16 | 23 | 54 | -31 |
| 13º | Calzada                 | 17  | 28 | 7  | 3 | 18 | 20 | 63 | -43 |
| 14º | Rosario Puerto Belgrano | 11  | 28 | 3  | 5 | 20 | 24 | 71 | -47 |
| 15º | Provincial              | 9   | 28 | 3  | 3 | 22 | 21 | 92 | -71 |